# Del Norte megye
Del Norte megye az Amerikai Egyesült Államokban, azon belül Kalifornia államban található. Megyeszékhelye Crescent City. Lakosainak száma 27 743 fő (2020. április 1.). Del Norte megye Curry, Humboldt, Josephine és Siskiyou megyékkel határos.

## Népesség
A megye népességének változása:
| Lakosok száma | 28 578 | 28 485 | 28 248 | 27 873 | 27 254 | 27 812 | 27 743 |
|               | 2010   | 2011   | 2012   | 2013   | 2015   | 2019   | 2020   |